# Dolomedes bukhkaloi
Espèce
Dolomedes bukhkaloi est une espèce d'araignées aranéomorphes de la famille des Dolomedidae.

## Distribution
Cette espèce est endémique de Sibérie en Russie.

## Description
Les mâles mesurent de 8,9 à 13,3 mm et les femelles de 17,1 à 17,5 mm.

## Systématique et taxinomie
Cette espèce a été décrite par Marusik en 1988.

## Étymologie
Cette espèce est nommée en l'honneur de Sergei Bukhkalo.

## Publication originale
- Marusik, 1988 : « New species of spiders (Aranei) from the Upper Kolyma. » Zoologicheskiĭ Zhurnal, vol. 67, p. 1469-1482.